# Architektur Mesopotamiens
Die Architektur Mesopotamiens erstreckt sich über einen Zeitraum vom 10. Jahrtausend v. Chr. bis zum 6. Jahrhundert v. Chr. und spiegelt die kulturelle Vielfalt der Region zwischen Euphrat und Tigris  wider. In dieser Ära entstanden Strukturen wie Stadtplanungen, Hofhäuser und Zikkurate. Die Verbindung von Schreiber und Architekt prägte die Gestaltung von Bauwerken für Regierung, Adel und königliche Familie.
Die Erforschung der antiken mesopotamischen Architektur basiert auf verfügbaren archäologischen Beweisen, bildlichen Darstellungen von Gebäuden und Texten zu Baupraktiken. Nach Archibald Sayce lassen die primitiven Piktogramme der Uruk-Zeit darauf schließen, dass „Stein knapp war, aber bereits in Blöcke und Siegel geschnitten wurde. Ziegel war das übliche Baumaterial, und damit wurden Städte, Festungen, Tempel und Häuser errichtet. Die Stadt war mit Türmen versehen und stand auf einer künstlichen Plattform; das Haus hatte ebenfalls ein turmartiges Aussehen. Es war mit einer Tür versehen, die sich auf einem Scharnier drehte und mit einer Art Schlüssel geöffnet werden konnte; das Stadttor war in größerem Maßstab und scheint doppelt gewesen zu sein. ... Dämonen wurden gefürchtet, die Flügel wie ein Vogel hatten, und die Grundsteine – oder besser gesagt Ziegel – eines Hauses wurden durch bestimmte Objekte geweiht, die unter sie gelegt wurden.“
Die wissenschaftliche Literatur konzentriert sich in der Regel auf die Architektur von Tempeln, Palästen, Stadtmauern und Toren sowie anderen monumentalen Gebäuden. Gelegentlich findet man jedoch auch Werke über Wohnarchitektur. Archäologische Oberflächenuntersuchungen ermöglichten ebenfalls die Erforschung der städtischen Form in den frühen mesopotamischen Städten.

## Baumaterialien
Die sumerische Mauerwerkskunst war in der Regel ohne Mörtel, obwohl manchmal Bitumen verwendet wurde. Ziegelstile, die sich im Laufe der Zeit erheblich unterschieden, werden nach Perioden kategorisiert:
- Quadrate mit den Maßen 80 × 40 × 15 cm: Späturuk-Zeit (3600–3200 v. Chr.)
- Fliesen mit den Maßen 16 × 16 cm: Späturuk-Zeit (3600–3200 v. Chr.)
- Plano-konvexe Ziegel mit den Maßen 10 × 19 × 34 cm: Frühdynastische Periode (3100–2300 v. Chr.)

Die bevorzugte Konstruktion bestand aus runden Ziegeln, die jedoch etwas instabil waren. Daher legten die mesopotamischen Ziegelmaurer alle paar Reihen eine Reihe Ziegel senkrecht zu den anderen. Die Vorteile der plano-konvexen Ziegel waren die schnelle Herstellung sowie die unregelmäßige Oberfläche, die den Abschlussputz besser hielt als eine glatte Oberfläche bei anderen Ziegeltypen.
Die Ziegel wurden in der Sonne getrocknet, um sie zu härten. Diese Art von Ziegeln ist viel weniger haltbar als im Ofen gebrannte, sodass Gebäude schließlich verfielen. Sie wurden periodisch zerstört, eingeebnet und am selben Ort wieder aufgebaut. Dieser geplante Lebenszyklus der Struktur hob allmählich das Niveau der Städte an; die entstehenden Hügel werden als Tells bezeichnet und sind im gesamten antiken Nahen Osten zu finden. Städtische Gebäude verfielen langsamer, da Kegel aus farbigem Stein, Terrakotta-Paneele und Lehmnägel, die in den Lehmziegel getrieben wurden, verwendet wurden, um eine schützende Hülle zu schaffen, die die Fassade schmückte. Besonders geschätzt wurden importierte Baustoffe wie Zedernholz aus dem Libanon, Diorit aus Arabien und Lapislazuli aus Indien.
Babylonische Tempel sind massive Strukturen aus grobem Ziegel, gestützt von Strebepfeilern, wobei das Regenwasser durch Entwässerungssysteme abgeleitet wurde. Ein solcher Abfluss in Ur war aus Blei gefertigt. Der Einsatz von Ziegeln führte zur frühen Entwicklung von Pilastern und Säulen sowie von Fresken und emaillierten Fliesen. Die Wände waren lebhaft gefärbt und manchmal mit Zink oder Gold beschichtet, zusätzlich zu den Fliesen. Bemalte Terrakotta-Kegel für Fackeln wurden ebenfalls in den Putz eingelassen. Assyrien, das die babylonische Architektur nachahmte, baute ebenfalls seine Paläste und Tempel aus Ziegeln, auch wenn Stein das natürliche Baumaterial des Landes war, und bewahrte dabei die Ziegelplattform, die im sumpfigen Boden Babyloniens notwendig war, aber im Norden wenig gebraucht wurde.

### Dekor
Im Laufe der Zeit begannen jedoch spätere assyrische Architekten, sich von dem babylonischen Einfluss zu lösen und neben Ziegelsteinen auch Stein zu verwenden. Die Wände assyrischer Paläste waren mit skulptierten und farbigen Steinplatten ausgekleidet, anstelle von Bemalung wie in Chaldäa. In der Kunst dieser Basreliefs können drei Phasen unterschieden werden: Unter Assurnasirpal II. kraftvoll, aber einfach, unter Sargon II. sorgfältig und realistisch, und unter Ashurbanipal raffiniert, aber es fehlt an Kühnheit.
In Babylonien wurden anstelle des Basreliefs verstärkt dreidimensionale Figuren in der Runde verwendet – die frühesten Beispiele sind die realistischen, wenn auch etwas ungeschickten Statuen aus Girsu. Der Mangel an Stein in Babylonien machte jeden Kieselstein wertvoll und führte zu einer hohen Perfektion in der Kunst des Edelsteinschneidens. Zwei Siegelzylinder aus der Zeit von Sargon von Akkad gehören zu den besten Beispielen ihrer Art. Eine der ersten bemerkenswerten Entdeckungen der frühen Metallurgie durch Archäologen ist die silberne Vase von Entemena. In einer späteren Epoche wurde eine hohe Exzellenz in der Herstellung von Schmuck wie Ohrringen und Goldarmbändern erreicht. Auch Kupfer wurde mit Geschick verarbeitet; es ist sogar möglich, dass Babylonien die ursprüngliche Heimat der Kupferverarbeitung war.
Die Menschen waren schon früh für ihre Stickereien und Teppiche berühmt. Die Formen der assyrischen Keramik sind anmutig; das Porzellan, wie das in den Palästen von Ninive entdeckte Glas, leitet sich von ägyptischen Modellen ab. Transparentes Glas scheint erstmals in der Herrschaft von Sargon eingeführt worden zu sein. Stein, Ton und Glas wurden zur Herstellung von Vasen verwendet, und Vasen aus Hartstein wurden in Girsu ausgegraben, ähnlich denen aus der frühdynastischen Periode Ägyptens.

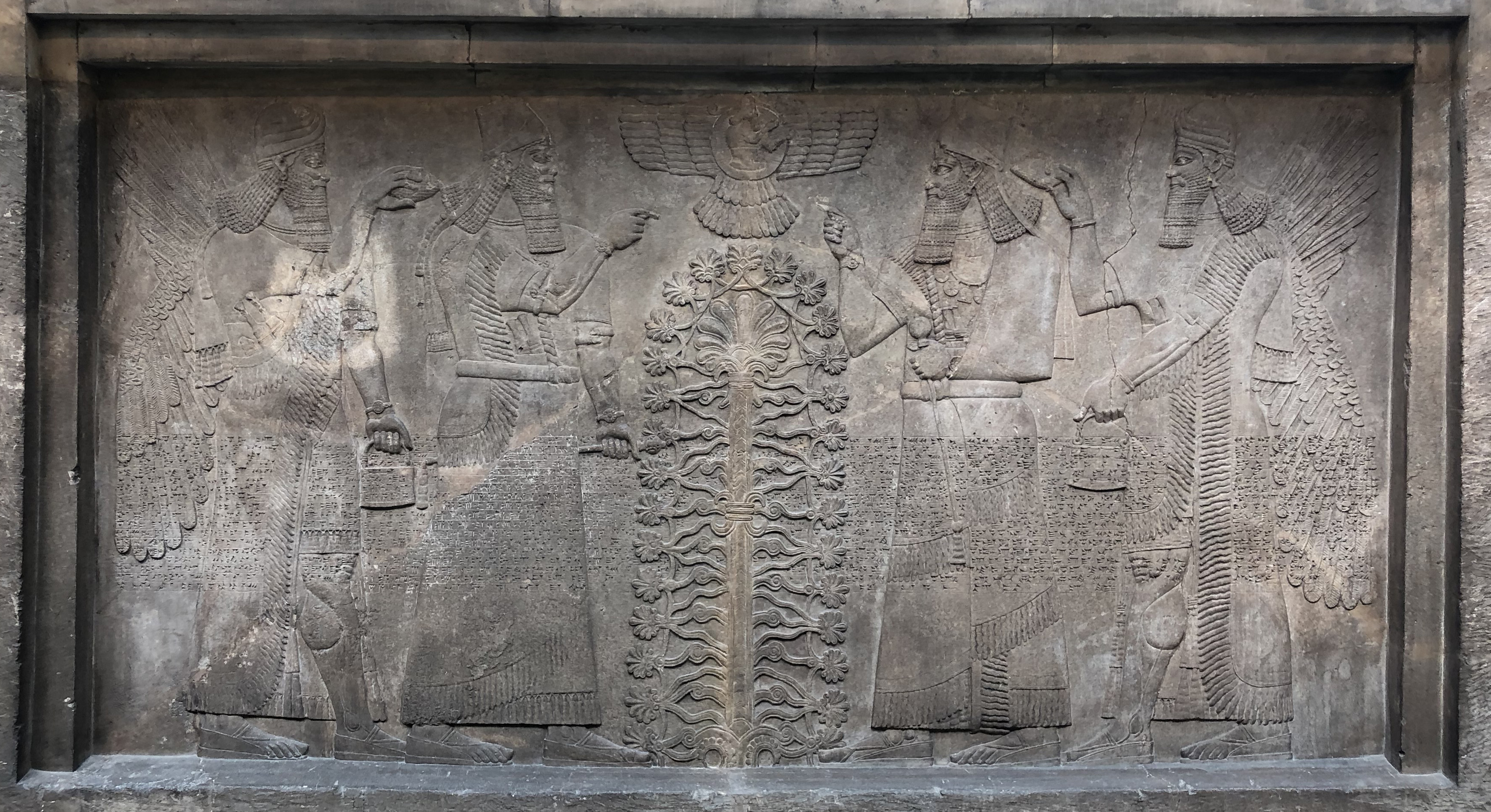
Das Thronrelief von König Ashurbanipal zeigt Ashur, wie er über dem Baum des Lebens schwebt.

## Stadtplanung
Die Sumerer waren die erste Gesellschaft, die die Stadt als geplantes Konstrukt entworfen und gebaut hat. Dass sie stolz auf diese Leistung waren, wird im Gilgamesch-Epos bezeugt, das mit einer Beschreibung der Stadt Uruk mit ihren massiven Mauern, Straßen, Märkten, Tempeln und Gärten beginnt. Uruk wurde zum Modell einer städtischen Kultur, die sich durch Kolonisation und Eroberung in ganz Westasien verbreitete und allgemeiner wurde, als Gesellschaften größer und anspruchsvoller wurden.
Die Errichtung von Städten war das Endprodukt von Trends, die mit der Neolithischen Revolution begannen. Das Wachstum von Städten war teilweise geplant und teilweise organisch. Die Planung zeigt sich in den Mauern, dem hoch gelegenen Tempelviertel, dem Hauptkanal mit Hafen und der Hauptstraße. Die feinere Struktur der Wohn- und Geschäftsräume ist die Reaktion wirtschaftlicher Kräfte auf die räumlichen Grenzen, die durch die geplanten Gebiete auferlegt wurden, und führt zu einem unregelmäßigen Design mit regelmäßigen Merkmalen. Da die Sumerer Immobiliengeschäfte aufzeichneten, ist es möglich, einen Großteil des städtischen Wachstumsmusters, der Dichte, des Immobilienwerts und anderer Kennzahlen aus Keilschrifttexten zu rekonstruieren. Die typische Stadt unterteilte den Raum in Wohn-, gemischte, kommerzielle und zivile Bereiche. Die Wohngebiete waren nach Berufen gruppiert. Im Kern der Stadt befand sich ein hochgelegener Tempelkomplex, der oft bereits vor der Gründung der Stadt existierte und um den herum die städtische Form wuchs. Die Bezirke in der Nähe der Tore hatten eine besondere religiöse und wirtschaftliche Funktion.
Die Stadt umfasste immer einen Gürtel bewässerter landwirtschaftlicher Flächen, einschließlich kleiner Dörfer. Ein Netzwerk von Straßen und Kanälen verband die Stadt mit diesem Land. Das Transportsystem war in drei Ebenen organisiert: breite Prozessionsstraßen (Akkadisch: sūqu ilāni u šarri), öffentliche Durchgangsstraßen (Akkadisch: sūqu nišī) und private Sackgassen (Akkadisch: mūṣû). Die öffentlichen Straßen, die einen Block definierten, veränderten sich im Laufe der Zeit wenig, während die Sackgassen viel flexibler waren. Die aktuelle Schätzung besagt, dass 10 % der Stadtfläche aus Straßen und 90 % aus Gebäuden bestanden. Die Kanäle waren jedoch für einen effizienten Transport wichtiger als Straßen.

## Häuser

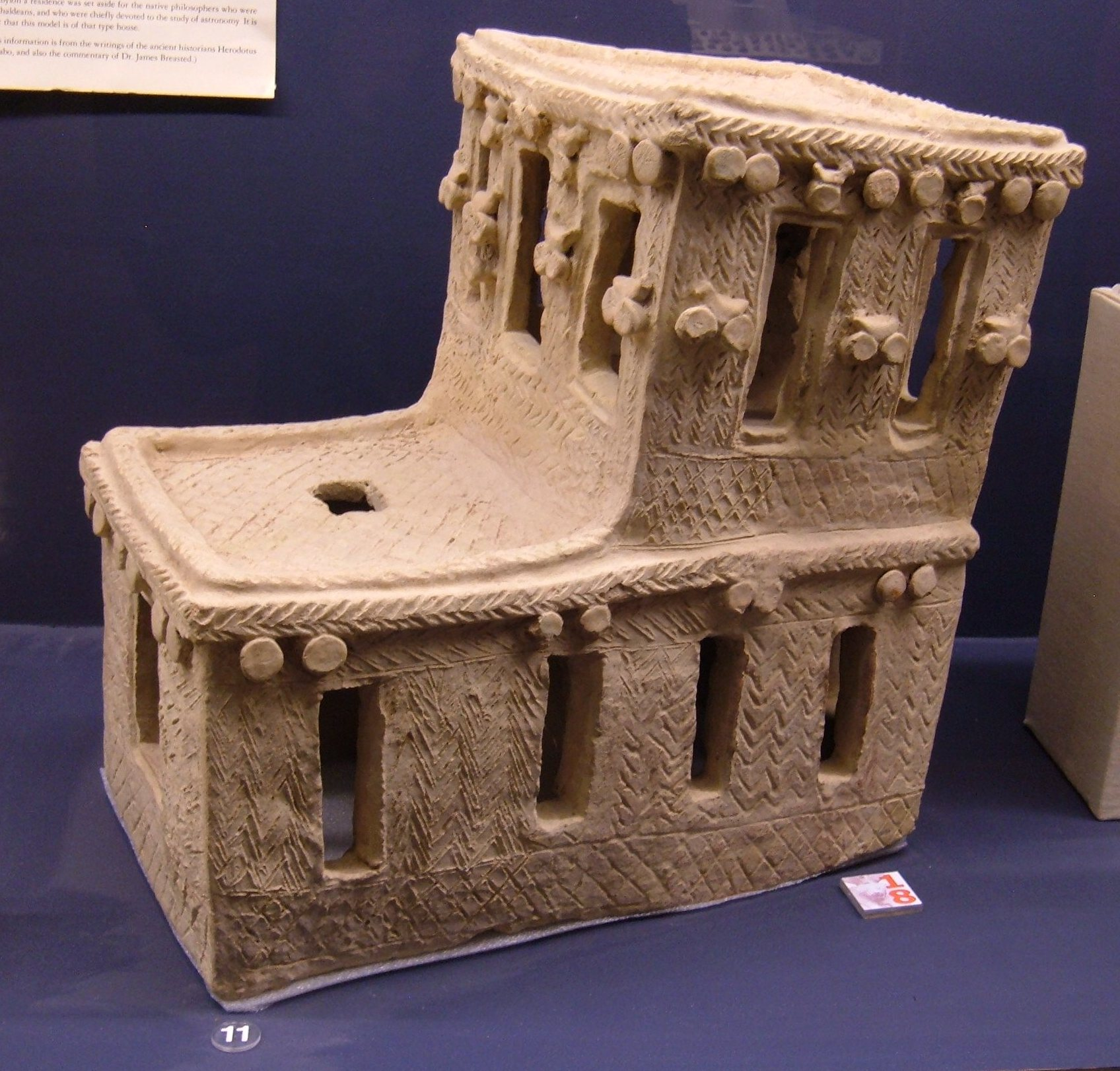
Terrakotta-Modell eines Hauses aus Babylon, 2600 v. Chr., Rosicrucian Egyptian Museum, San Jose, Kalifornien

Die Materialien, die für den Bau eines mesopotamischen Hauses verwendet wurden, waren ähnlich, aber nicht genau die gleichen wie die heute verwendeten: Schilf, Stein, Holz, Quader, Lehmziegel, Lehmputz und Holztüren, die alle natürlich in der Nähe der Stadt vorhanden waren, obwohl Holz in einigen Städten von Sumer nicht üblich war. Obwohl die meisten Häuser aus Lehmziegeln, Lehmputz und Pappelholz bestanden. Häuser konnten dreieckig, rund oder rechteckig sein. Häuser hatten lange überdachte zentrale Flure, Innenhöfe und Stockwerke. Die meisten Häuser hatten einen quadratischen Mittelraum mit anderen Räumen, die daran angebaut waren, aber die große Variation in der Größe und den verwendeten Baumaterialien legt nahe, dass sie von den Bewohnern selbst gebaut wurden. Die kleinsten Räume müssen nicht unbedingt den ärmsten Menschen gehört haben; tatsächlich könnte es sein, dass die ärmsten Menschen Häuser aus vergänglichen Materialien wie Schilf außerhalb der Stadt gebaut haben, aber es gibt sehr wenig direkte Evidenz dafür. In den Häusern konnten sich Geschäfte, Werkstätten, Lagerräume und Viehställe befinden.
Die Gestaltung von Wohnhäusern war eine direkte Entwicklung aus Ubaid-Häusern. Obwohl sumerische Rollsiegel Schilfhäuser darstellen, war das Hofhaus die vorherrschende Typologie, die bis heute in Mesopotamien verwendet wird. Dieses Haus, genannt é (Keilschrift: 𒂍, E2; Sumerisch: e2; Akkadisch: bītu), war nach innen zum offenen Hof hin ausgerichtet, der durch Konvektionsströme eine kühlende Wirkung erzeugte. Dieser Hof, genannt tarbaṣu (Akkadisch), war das wichtigste organisierende Element des Hauses, alle Zimmer öffneten sich zu ihm hin. Die Außenwände waren ohne Merkmale, es gab nur eine einzige Öffnung, die das Haus mit der Straße verband, und der Übergang zwischen Haus und Straße erforderte eine 90°-Drehung durch eine kleine Vorhalle. Von der Straße aus war nur die Rückwand der Vorhalle durch eine offene Tür sichtbar, ebenso gab es keinen Blick von der Straße in den Hof; dies liegt daran, dass die Sumerer eine strenge Trennung von öffentlichen und privaten Räumen hatten. Die typische Größe für ein sumerisches Haus betrug 90 m².

### Konstruktion
Einfache Häuser konnten aus Bündeln von Schilf gebaut werden, die zusammengebunden und dann in den Boden gesteckt wurden. Komplexere Häuser wurden auf Steinfundamenten errichtet, wobei das Haus aus Lehmziegeln bestand. Holz, Quadersteine und Bruchstein waren ebenfalls beliebte Materialien für den Hausbau. Der Lehmziegel wurde aus Ton und gehacktem Stroh hergestellt. Diese Mischung wurde in Formen gepackt und dann an der Sonne getrocknet. Für die Wände verwendeten sie Lehmputz, und für das Dach Lehm und Pappelholz. In der Ubaid-Periode wurde Lehm in die Wände gepresst. Die Wände waren auch mit Kunstwerken bemalt. Die Dächer konnten auch aus Planken aus Holz von Dattelpalmen bestehen, die mit Schilf bedeckt waren. Die Oberseite des Daches war durch Ziegel- oder Holztreppen mit dem Haus verbunden. Gebrannte Ziegel waren sehr teuer und wurden daher nur für luxuriöse Gebäude verwendet. Türen und Türrahmen wurden aus Holz hergestellt. Manchmal bestanden Türen aus Rinderhaut. Türen zwischen Häusern waren oft so niedrig, dass die Menschen sich bücken mussten, um hindurchzugehen. Häuser hatten in der Regel keine Fenster, und wenn doch, bestanden sie aus Lehm- oder Holzgittern. Der Boden bestand in der Regel aus Erde. Mesopotamische Häuser neigten oft zum Verfall. Häuser mussten oft repariert werden.

### Design

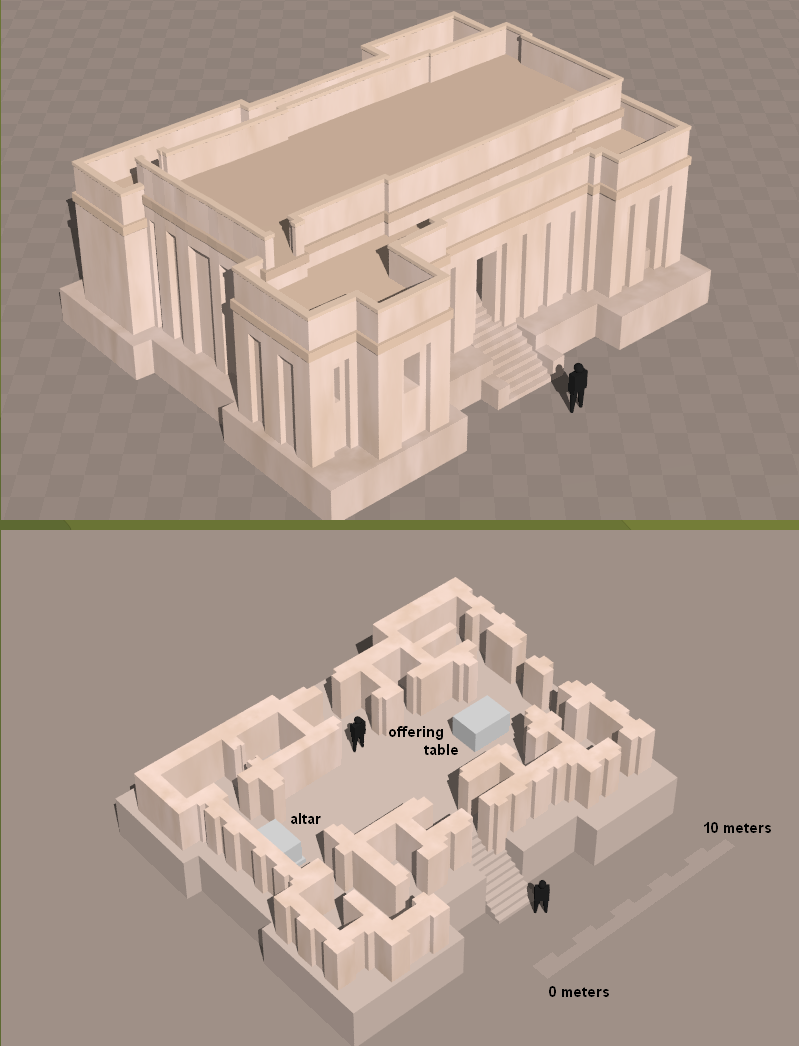
Es wurden große Gebäude gebaut, die eine zentralisierte Regierung implizierten. Eridu-Tempel, letztes Ubaid.

In der Obed-Zeit waren Häuser tripartite Gebäude. Sie hatten einen langen, überdachten zentralen Flur, der an beiden Seiten kleinere Flure hatte. Es ist möglich, dass der zentrale Flur für das Speisen und gemeinschaftliche Aktivitäten genutzt wurde. Es gab Vielfalt in den Ubaid-Häusern. Einige Häuser enthielten reichere Artefakt-sammlungen als andere Häuser. Ubaid-Häuser konnten auch mit anderen Häusern verbunden sein. Die Architektur der Ubaid-Häuser ist von den Ubaid-Tempeln nicht zu unterscheiden. Während der Uruk-Periode hatten Häuser verschiedene Formen. Einige Häuser waren rechteckig, andere rund. Einige Häuser in Mesopotamien hatten nur einen Raum, während andere viele Räume hatten. Gelegentlich dienten einige dieser Räume als Keller. Im 3. Jahrtausend v. Chr. wurden Innenhöfe in Mesopotamien eingeführt. Innenhöfe bildeten die Grundlage für die mesopotamische Architektur. Diese Innenhöfe waren von dickwandigen Hallen umgeben. Diese Hallen waren wahrscheinlich Empfangsräume für Gäste. Es ist wahrscheinlich, dass die meisten Häuser ein Obergeschoss hatten. Das Obergeschoss könnte für das Speisen, Schlafen und Unterhalten genutzt worden sein und hätte auch die Schlafzimmer beherbergen können. Die Menschen pflanzten Gemüse oder führten religiöse Rituale auf ihren Dächern durch. Das Erdgeschoss würde für Geschäfte, Werkstätten, Lagerung und Viehzucht genutzt. Ein Raum war in der Regel ein Heiligtum.

### Einrichtungsgegenstände
Im antiken Sumer enthielten Häuser aufwendig dekorierte Hocker, Stühle, Krüge und Badewannen. Wohlhabendere Bürger verfügten über Toiletten und ordnungsgemäße Abwassersysteme. Es ist möglich, dass einige Häuser Altäre im Zentrum hatten. Diese Altäre könnten den Göttern gewidmet gewesen sein, aber sie könnten auch wichtigen Personen gewidmet gewesen sein.

## Paläste

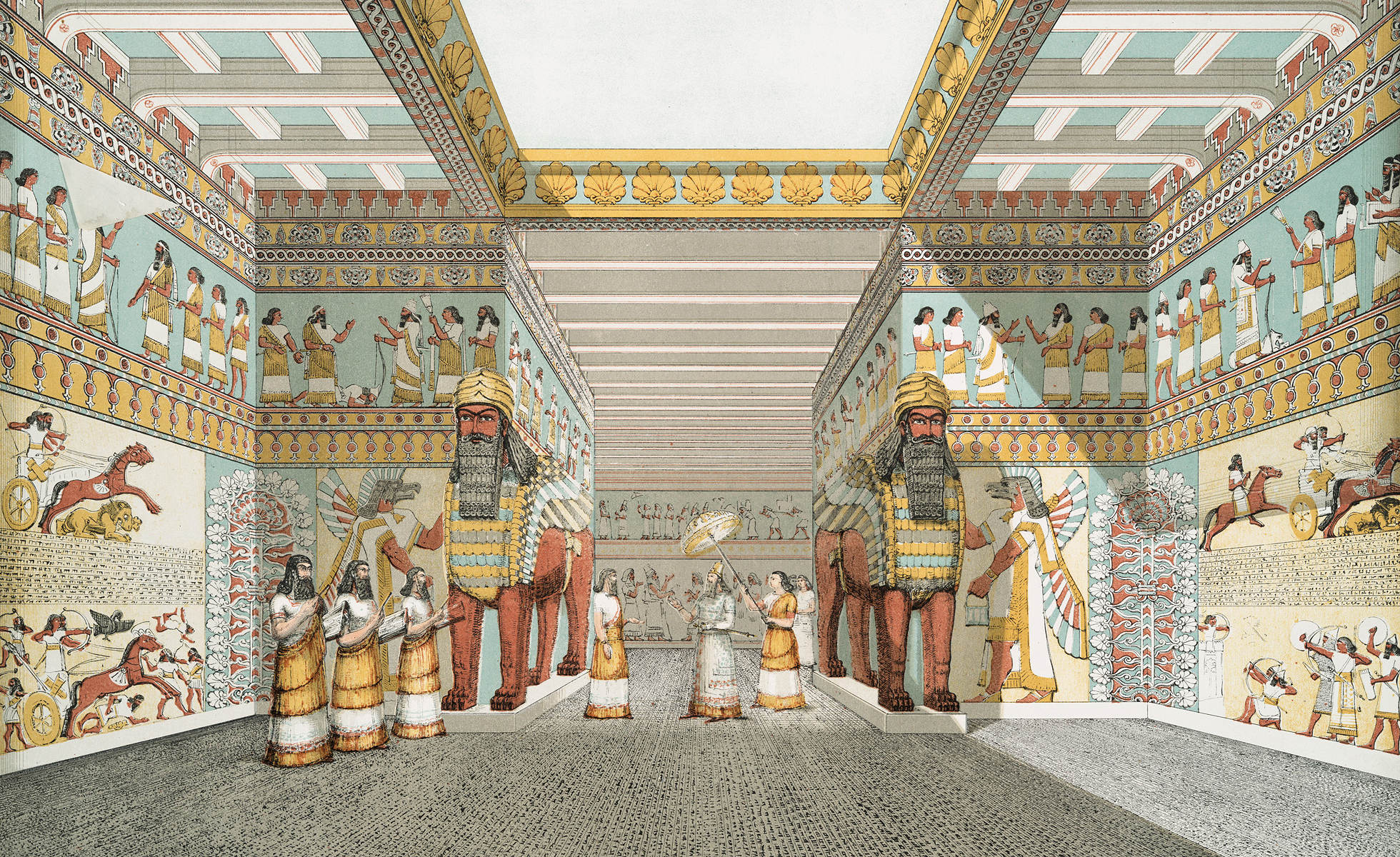
Künstlerische Darstellung einer Halle in einem assyrischen Palast aus „The Monuments of Nineveh“ von Austen Henry Layard, 1853

Der Palast entstand während der Frühdynastie I. Von bescheidenen Anfängen an wächst der Palast in Größe und Komplexität, während die Macht zunehmend zentralisiert wird. Der Palast wird als „Großes Haus“ (Keilschrift: E2.GAL, sumerisch: e2-gal, akkadisch: ekallu) bezeichnet, in dem der Lugal oder Ensi lebte und arbeitete.
Die Paläste der frühen Eliten Mesopotamiens waren groß angelegte Komplexe und oft prächtig dekoriert. Die frühesten bekannten Beispiele stammen von Orten im Diyala-Flusstal wie Khafajah und Tell Asmar. Diese Paläste aus dem 3. Jahrtausend v. Chr. fungierten als groß angelegte sozioökonomische Einrichtungen und beherbergten daher neben Wohn- und Privatfunktionen auch Handwerksbetriebe, Lebensmittelspeicher, zeremonielle Innenhöfe und waren oft mit Heiligtümern verbunden. Zum Beispiel war das sogenannte „Giparu“ (sumerisch: e2gi6-par4-ku3) in Ur, wo die Priesterinnen des Mondgottes Nanna lebten, ein bedeutender Komplex mit mehreren Innenhöfen, zahlreichen Heiligtümern, Grabkammern für verstorbene Priesterinnen und einem zeremoniellen Bankettsaal. Ein ebenso komplexes Beispiel eines mesopotamischen Palastes wurde in Mari in Syrien ausgegraben und stammt aus der altbabylonischen Zeit.
Assyrische Paläste aus der Eisenzeit, insbesondere in Kalhu/Nimrud, Dur Sharrukin/Khorsabad und Ninuwa/Nineveh, sind aufgrund der assyrischen Palastreliefs bekannt geworden, umfangreicher bildlicher und textlicher Erzählprogramme an ihren Wänden, alle geschnitzt auf Steinplatten, die als Orthostaten bekannt sind. Diese bildlichen Programme enthielten entweder kultische Szenen oder die erzählerischen Berichte über die militärischen und bürgerlichen Erfolge der Könige. Tore und wichtige Durchgänge wurden von massiven Steinskulpturen apotropäischer mythologischer Figuren flankiert, wie Lamassu und geflügelte Genien. Die architektonische Anordnung dieser Paläste aus der Eisenzeit war auch um große und kleine Innenhöfe organisiert. Normalerweise öffnete sich der Thronsaal des Königs zu einem massiven zeremoniellen Hof, wo wichtige Staatsräte stattfanden und Staatszeremonien durchgeführt wurden.
In einigen assyrischen Palästen wurden massive Mengen an Möbelstücken aus Elfenbein gefunden, was auf eine intensive Handelsbeziehung mit den nordsyrischen neuhethitischen Staaten zu dieser Zeit hinweist. Bronze-Repusse-Bänder schmückten die hölzernen Tore großer Gebäude, wurden jedoch größtenteils beim Untergang des Reiches geplündert; die Balawat-Tore sind die hauptsächlichen Überlebenden.

## Tempel
Tempel entstanden oft vor der Gründung der städtischen Siedlung und entwickelten sich im Verlauf der 2.500 Jahre sumerischer Geschichte von kleinen Einraum-Gebäuden zu aufwändigen mehrere Hektar großen Komplexen. Sumerische Tempel, Befestigungsanlagen und Paläste machten Gebrauch von fortschrittlicheren Materialien und Techniken wie Strebepfeilern, Nischen und Halbsäulen. Chronologisch betrachtet entwickelten sich sumerische Tempel aus früheren Ubaid-Tempeln. Wenn ein Tempel verfiel, wurde er rituell zerstört und an seiner Stelle ein neuer Tempel errichtet. Der Nachfolgetempel war größer und komplexer als sein Vorgängertempel. Die Entwicklung des E2.abzu-Tempels in Eridu ist eine häufig zitierte Fallstudie dieses Prozesses. Viele Tempel waren mit Inschriften versehen, wie beispielsweise der Tempel in Tell Uqair. Paläste und Stadtwälle kamen erst viel später nach den Tempeln in der Frühdynastischen Periode.

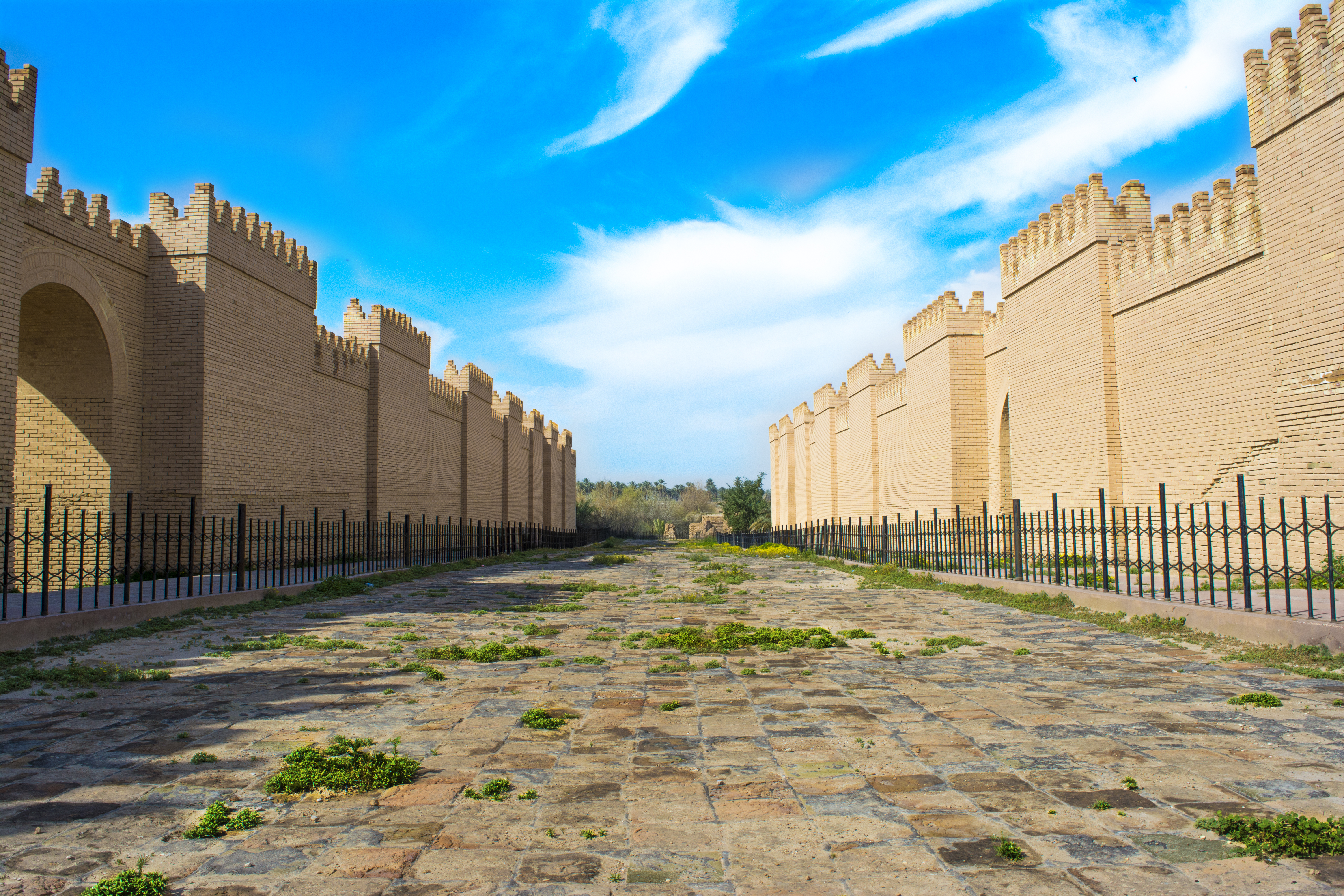
Eine Teilansicht der Ruinen von Babylon.

Die Form eines sumerischen Tempels ist eine Manifestation der Nahöstlichen Kosmologie, die die Welt als eine Scheibe aus Land beschrieb, die von einem Salzwassermeer umgeben war, beide auf einem weiteren Meer aus Süßwasser namens Apsu schwammen; darüber befand sich eine halbkugelförmige Himmelsfeste, die die Zeit regulierte. Ein Weltenberg bildete eine Achse Mundi, die alle drei Ebenen verband. Die Rolle des Tempels bestand darin, als diese Achse Mundi zu fungieren, als Treffpunkt zwischen Göttern und Menschen. Die Heiligkeit von 'hohen Orten' als Treffpunkt zwischen den Welten ist ein vorubaidischer Glaube, der im Nahen Osten seit der neolithischen Zeit gut belegt ist. Der Grundriss des Tempels war rechteckig, wobei die Ecken in die Himmelsrichtungen wiesen, um die vier Flüsse zu symbolisieren, die vom Berg zu den vier Weltregionen fließen. Die Ausrichtung diente auch einem praktischeren Zweck, indem das Dach des Tempels als Observatorium für die sumerische Zeitmessung genutzt wurde. Der Tempel wurde auf einer niedrigen Terrasse aus Stampflehm errichtet, die den heiligen Hügel des urtümlichen Landes repräsentieren sollte, der aus dem Wasser auftauchte und „dukug“ genannt wurde, 'reiner Hügel' (Sumerisch: du6-ku3 Cuneiform:) während der Schöpfung.
Die Türen der Längsachse bildeten den Eingangspunkt für die Götter, und die Türen der Querachse den Eingangspunkt für die Menschen. Diese Konfiguration wurde als der gebogene Achszugang bezeichnet, da jeder, der eintrat, einen Neunzig-Grad-Drehung machen würde, um die Kultstatue am Ende des zentralen Gangs zu sehen.
Der gebogene Achszugang ist eine Innovation gegenüber den Ubaid-Tempeln, die einen linearen Achszugang hatten, und ist auch ein Merkmal sumerischer Häuser. Ein Opfertisch befand sich in der Mitte des Tempels an der Schnittstelle der Achsen.
Tempel des Uruk-Zeitraums teilten das Tempelrechteck in tripartite, T-förmige oder kombinierte Pläne auf. Der tripartite Plan, vom Ubaid geerbt, hatte einen großen zentralen Saal mit zwei kleineren flankierenden Sälen auf jeder Seite. Der Zugang erfolgte entlang der kurzen Achse und das Heiligtum befand sich am Ende der langen Achse. Der T-förmige Plan, ebenfalls aus der Ubaid-Zeit, war dem dreiteiligen Grundriss  identisch, außer einem Saal am Ende des Rechtecks, der senkrecht zum Hauptsaal stand. Tempel C im Viertel Eanna von Uruk ist eine Fallstudie zum klassischen Tempelbau.
Es gab eine Explosion der Vielfalt im Tempeldesign während der folgenden Frühdynastischen Periode. Die Tempel behielten Merkmale wie die Himmelsrichtungsorientierung, rechteckige Grundrisse und Strebepfeiler bei. Jetzt jedoch nahmen sie eine Vielzahl neuer Konfigurationen an, darunter Innenhöfe, Mauern, Becken und Kasernen. Der Sin-Tempel in Khafajah ist typisch für diese Ära, da er um eine Reihe von Innenhöfen konzipiert war, die zu einem Keller führten.
Der Hochtempel war eine besondere Art von Tempel, der die Schutzgottheit der Stadt beherbergte. Funktional diente er als Lager- und Verteilungszentrum sowie als Wohnstätte des Priestertums. Der Weiße Tempel des Anu in Uruk ist ein typischer Hochtempel, der sehr hoch auf einer Plattform aus Lehmziegeln gebaut wurde. In der Frühdynastischen Periode begannen Hochtempel, Zikkurate einzuschließen, eine Serie von Plattformen, die eine gestufte Pyramide bildeten. Solche Zikkurate könnten die Inspiration für den biblischen Turm zu Babel gewesen sein.

### Zikkurate

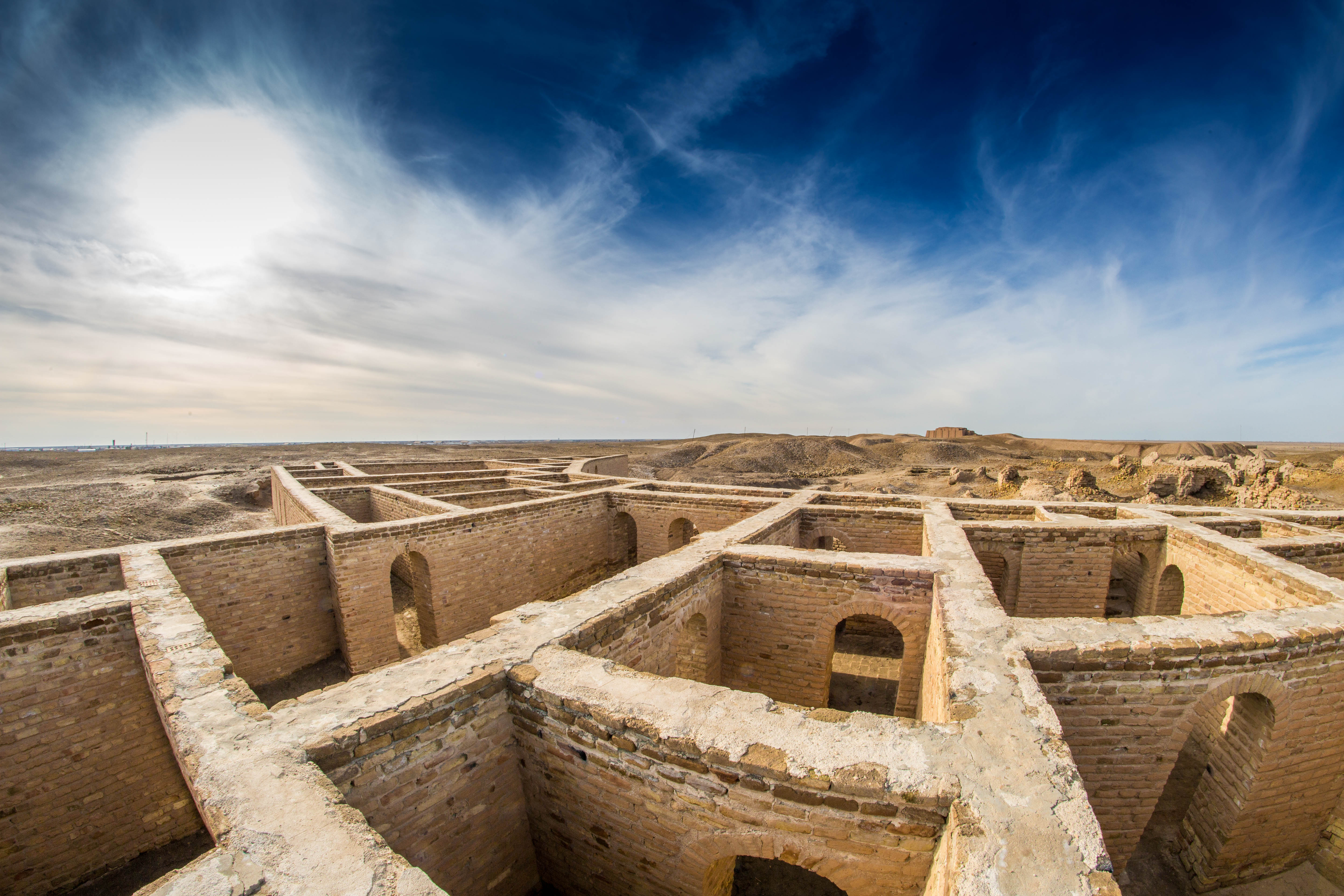
Das angebliche Abraham-Haus in Ur, Südirak

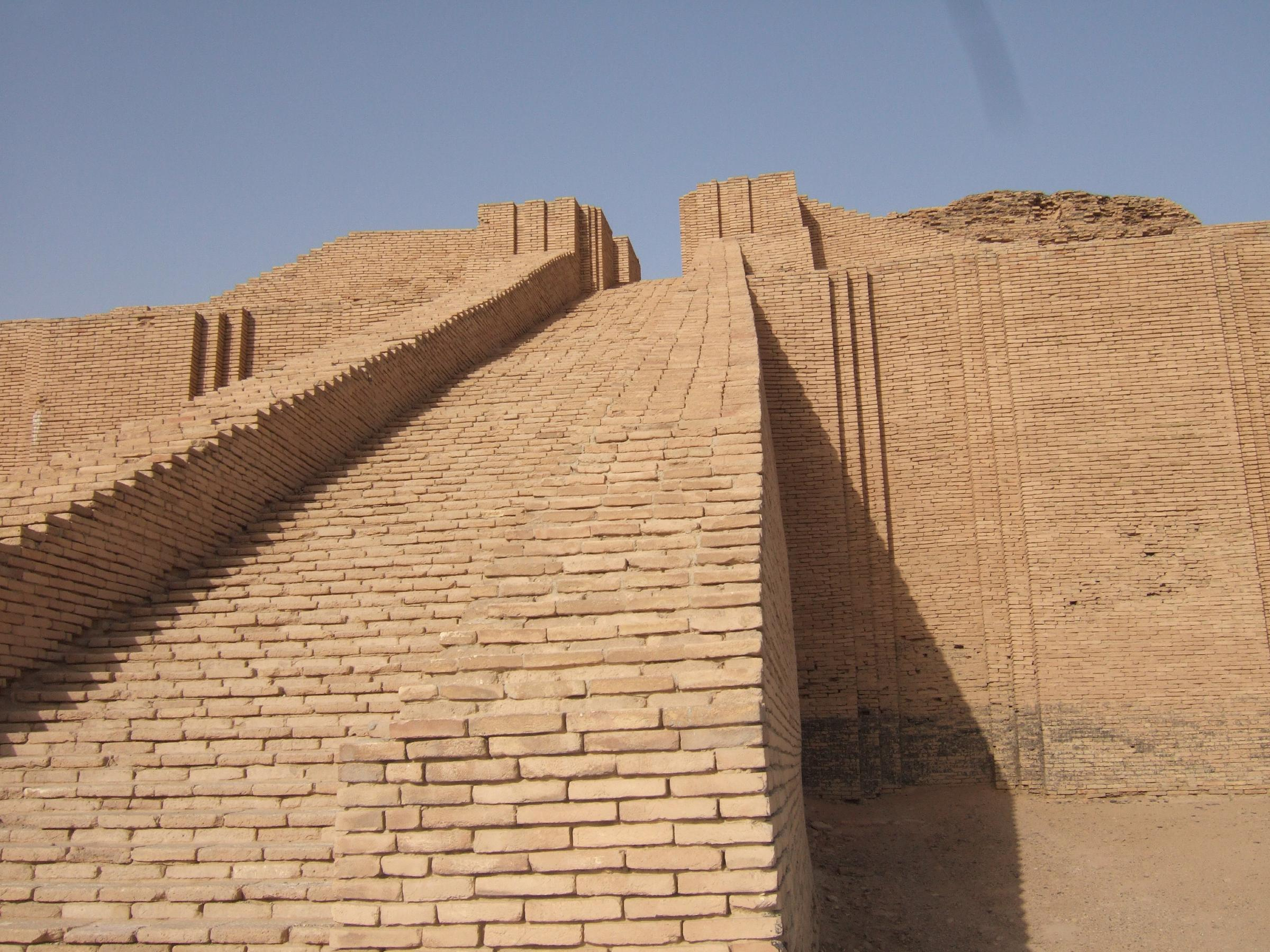
Teilweise rekonstruierte Fassade und Zugangstreppe der Zikkurat von Ur, ursprünglich von Ur-Nammu um 2100 v. Chr. erbaut.

Zikkurate waren riesige pyramidenförmige Tempeltürme, die zunächst in sumerischen Stadtstaaten errichtet wurden und sich dann auch in babylonischen und assyrischen Städten entwickelten. Es sind 32 Zikkurate in Mesopotamien bekannt oder in der Nähe davon – 28 im Irak und 4 im Iran. Bekannte Zikkurate sind die Große Zikkurat von Ur in der Nähe von Nasiriyah, Irak, die Zikkurat von Aqar Quf in der Nähe von Bagdad, Irak, Chogha Zanbil in Khūzestān, Iran (die zuletzt entdeckte), und die Sialk in der Nähe von Kashan, Iran. Zikkurate wurden von den Sumerern, Babyloniern, Elamiten und Assyrern als Denkmäler für lokale Religionen errichtet. Die frühesten Beispiele für die Zikkurat waren erhöhte Plattformen aus der Ubaid-Zeit im vierten Jahrtausend v. Chr., und die neuesten stammen aus dem 6. Jahrhundert v. Chr. Die Spitze der Zikkurat war flach, im Gegensatz zu vielen Pyramiden. Der Stufenpyramidenstil begann gegen Ende der Frühdynastischen Periode.
Auf einer rechteckigen, ovalen oder quadratischen Plattform in zurückweichenden Ebenen gebaut, war die Zikkurat eine pyramidenförmige Struktur. Der Kern der Zikkurat bestand aus sonnengetrockneten Ziegeln, während die Außenwände aus gebrannten Ziegeln bestanden. Die Außenwände waren oft in verschiedenen Farben glasiert und hatten möglicherweise astrologische Bedeutung. Manchmal ließen sich Könige ihre Namen auf diese glasierten Ziegel eingravieren. Die Anzahl der Ebenen reichte von zwei bis sieben, mit einem Schrein oder Tempel auf dem Gipfel. Der Zugang zum Schrein erfolgte über eine Reihe von Rampen auf einer Seite der Zikkurat oder über eine Spirale von der Basis bis zum Gipfel. Es wurde vorgeschlagen, dass Zikkurate gebaut wurden, um Berge nachzuahmen, aber es gibt nur wenig textliche oder archäologische Hinweise, um diese Hypothese zu unterstützen.
In der neusumerischen Periode entwickelten sich klassische Zikkurate mit ausgestellten Strebepfeilern, glasierter Ziegelverkleidung und Entasis in der Erhebung. Das Zikkurat von Ur ist das beste Beispiel für diesen Stil. Eine weitere Änderung im Tempeldesign in dieser Periode war ein gerader Ansatz anstelle des gebogenen Achsansatzes zum Tempel.
Die Zikkurat von Ur-Nammu in Ur wurde als dreistufige Konstruktion konzipiert, von der heute nur noch zwei erhalten sind. Die gesamte Kernstruktur aus Lehmziegeln wurde ursprünglich mit einer Verkleidung aus gebrannten Ziegeln versehen, die in Bitumen eingebettet waren, 2,5 m auf der ersten unteren Stufe und 1,15 m auf der zweiten. Jeder dieser gebrannten Ziegel war mit dem Namen des Königs gestempelt. Die abfallenden Wände der Stufen waren gestützt. Der Zugang nach oben erfolgte über eine dreifache monumentale Treppe, die alle an einem Portal zusammenlief, das auf einem Zwischenpodest zwischen der ersten und zweiten Stufe öffnete. Die Höhe der ersten Stufe betrug etwa 11 m, während die zweite Stufe etwa 5,7 m hoch war. In der Regel wird von den Ausgräbern der Zikkurat (Leonard Woolley) eine dritte Stufe rekonstruiert und von einem Tempel gekrönt. An der Zikkurat von Chogha Zanbil haben Archäologen massive Schilfseile gefunden, die den Kern der Zikkurat-Struktur durchzogen und die Lehmziegelmassen miteinander verbanden.
Die bedeutendsten architektonischen Überreste aus dem frühen Mesopotamien sind die Tempelkomplexe in Uruk aus dem 4. Jahrtausend v. Chr., Tempel und Paläste aus der Zeit der Frühdynastie an Orten im Diyala-Flusstal wie Khafajah und Tell Asmar, die Überreste der Dritten Dynastie von Ur in Nippur (Heiligtum des Enlil) und Ur (Heiligtum des Nanna), Überreste aus der mittleren Bronzezeit an syrisch-türkischen Orten wie Ebla, Mari, Alalakh, Aleppo und Kultepe, Paläste aus der Spätbronzezeit in Hattusa, Ugarit, Assur und Nuzi, Paläste und Tempel aus der Eisenzeit in assyrischen (Kalhu/Nimrud, Khorsabad, Ninive), babylonischen (Babylon), urartäischen (Tushpa/Van, Haykaberd, Ayanis, Armavir, Erebuni, Bastam) und neu-hethitischen Stätten (Karkamis, Tell Halaf, Karatepe). Häuser sind hauptsächlich von den Überresten des Altbabylonischen Zeitalters in Nippur und Ur bekannt. Zu den textuellen Quellen über Baukonstruktionen und zugehörige Rituale gehören die Zylinder von Gudea aus dem späten 3. Jahrtausend v. Chr., ebenso wie die assyrischen und babylonischen königlichen Inschriften aus der Eisenzeit.

## Entwurf assyrischer Gebäude, Befestigungen und Tempel

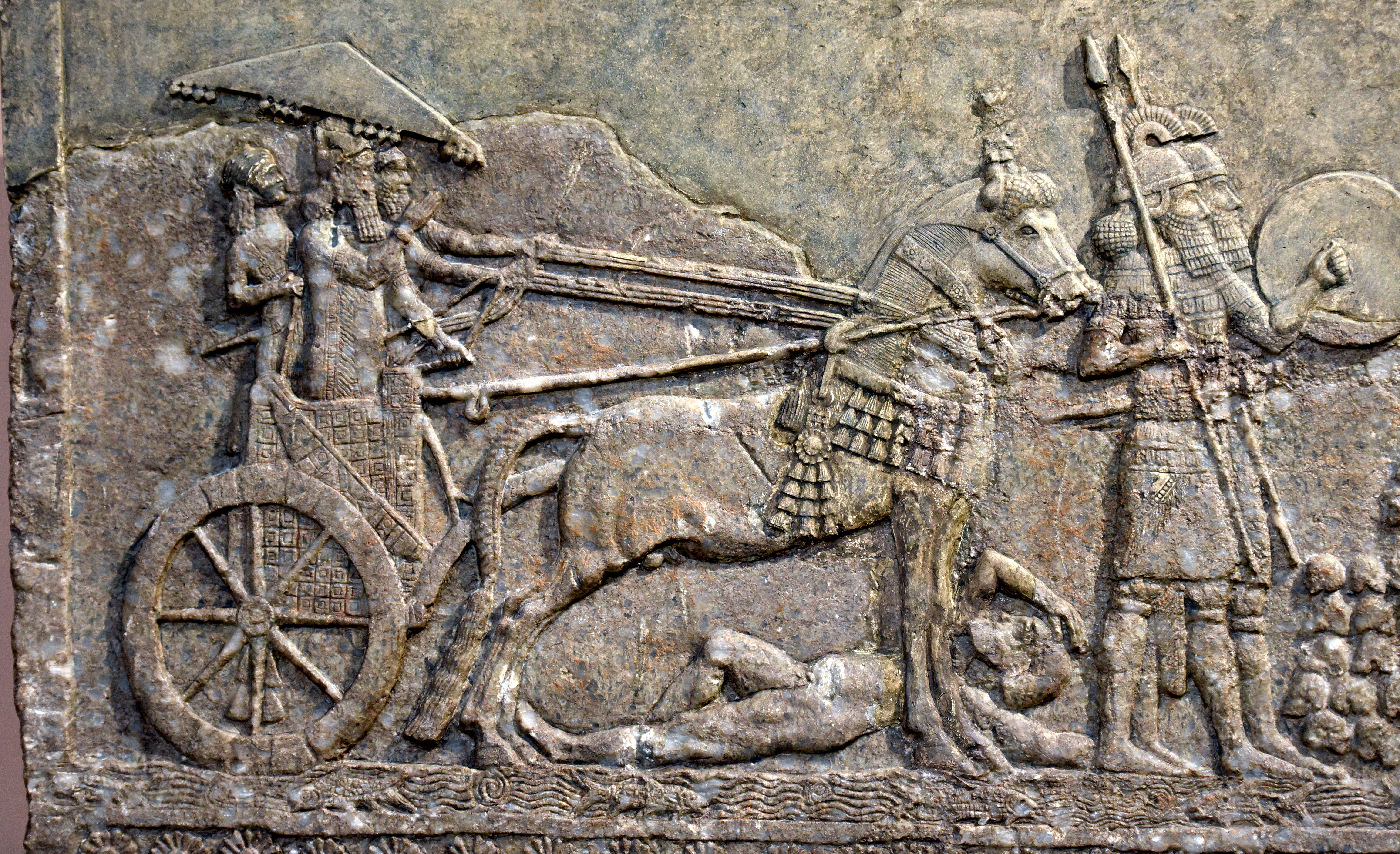
Sargon II. trampelt in seinem königlichen Streitwagen einen toten oder sterbenden Feind nieder, Teil einer Kriegsszene aus Dur-Sharrukin. Irak-Museum

Die Grundrisse aller assyrischen Gebäude sind rechteckig, und wir wissen, dass die östlichen Architekten diese Kontur schon früher, wie auch heute, fast ausnahmslos verwendet haben und darauf einige der schönsten und vielfältigsten Formen errichteten, die je entworfen wurden. Sie verbinden sich über die Ecken mit eleganten Kurven und tragen auf der Basis eines gewöhnlichen quadratischen Saals einen Minarett oder eine Kuppel, ein Achteck oder einen Kreis nach oben. Dass dies manchmal auch in Assyrien geschah, zeigen die Skulpturen. Platten aus Kouyunjik zeigen Kuppeln in unterschiedlichen Formen und turmartige Strukturen, die jeweils von einer quadratischen Basis aufsteigen. Die Ähnlichkeit zwischen der antiken Form der Kuppel und denen, die heute noch in den assyrischen Dörfern verwendet werden, ist sehr auffällig. Ob geneigte Dächer verwendet wurden, ist unsicher. Mr. Bonomi glaubt, dass sie es waren, und einige Skulpturen scheinen seine Ansicht zu unterstützen. Von den Privathäusern ist natürlich nichts erhalten geblieben, aber sie werden auf den Platten als mehrstöckig dargestellt, wobei das Erdgeschoss wie üblich nur eine Tür und keine Fenster hat. Alle haben Flachdächer, und wir schließen aus einer der Reliefs, die eine Stadt in Brand zeigt, dass diese Dächer, genauso wie sie es jetzt sind, mit dicken Schichten Erde auf starken Balken gemacht wurden. Diese Dächer sind nahezu brandsicher, und die Flammen werden dargestellt, als ob sie von ihnen gestoppt würden und aus den Fenstern herauskommen. Keine Überreste eines Fensters oder, soweit wir wissen, einer internen Treppe wurden gefunden.
Von den Befestigungen wissen wir viel mehr. In der Nordmauer von Nimrud wurden achtundfünfzig Türme nachverfolgt, und in Kouyunjik gibt es große Überreste von drei Mauern, wobei der untere Teil aus Stein und der obere aus sonnengetrockneten Ziegeln besteht. In Khorsabad gibt es die Überreste einer Mauer, die immer noch 12 m hoch ist und aus Blöcken von 1,2 m bis 1,2 m Dicke besteht, und die fehlenden Hinweise zur Fertigstellung werden vollständig durch die Skulpturen geliefert, die eine außergewöhnliche Ähnlichkeit mit mittelalterlichen Werken derselben Klasse zeigen. Schicht um Schicht von Mauern, die einen großen Turm oder Bergfried in der Mitte einschließen, werden dargestellt. Die Eingänge sind große gewölbte Tore, flankiert von quadratischen Türmen. Diese und die anderen Türme haben überhängende Zinnen wie die mittelalterlichen Pechnasen und sind oben mit Zinnen versehen, von denen Überreste in Nimrud und Ninive sowie in Assur gefunden wurden, der Hauptstadt von Assyrien vor Ninive.
Von Tempeln, die sich von Palästen unterscheiden, haben wir einige vermutete Überreste, aber wenig ist absolut bekannt über ihre allgemeine Form.
Aber in Chaldäa gibt es einige enorm große Ruinenmassen, offensichtlich Überreste der riesigen Hügel, die die Unterstruktur ihrer Tempel bildeten. Der imposanteste von allen und der interessanteste ist der Tempel des Nabû in Borsippa (jetzt Birs Nimrod), in der Nähe von Babylon, der als der Tempel der Sieben Sphären identifiziert wurde. Dieser wurde von Nebukadnezar rekonstruiert, wie aus einer bekannten Inschrift hervorgeht. Ein weiteres Beispiel ist Mugheir, das an der Basis 198 Fuß (60 m) mal 133 Fuß (41 m) groß war und sogar jetzt noch 70 Fuß (21 m) hoch ist. Es ist klar, dass sowohl es als auch der Birs mit abnehmenden Stufen gebaut wurden, die eine Reihe von großen Plattformen darstellen, die in der Länge abnehmen, während sie aufsteigen, und oben eine vergleichsweise kleine Plattform für die Tempelzelle freilassen. Diese wurde, wie vermutet wird, am Birs Nimrod aus verglastem Ziegelstein gefunden, der in antiken Öfen hergestellt wurde.

## Landschaftsarchitektur

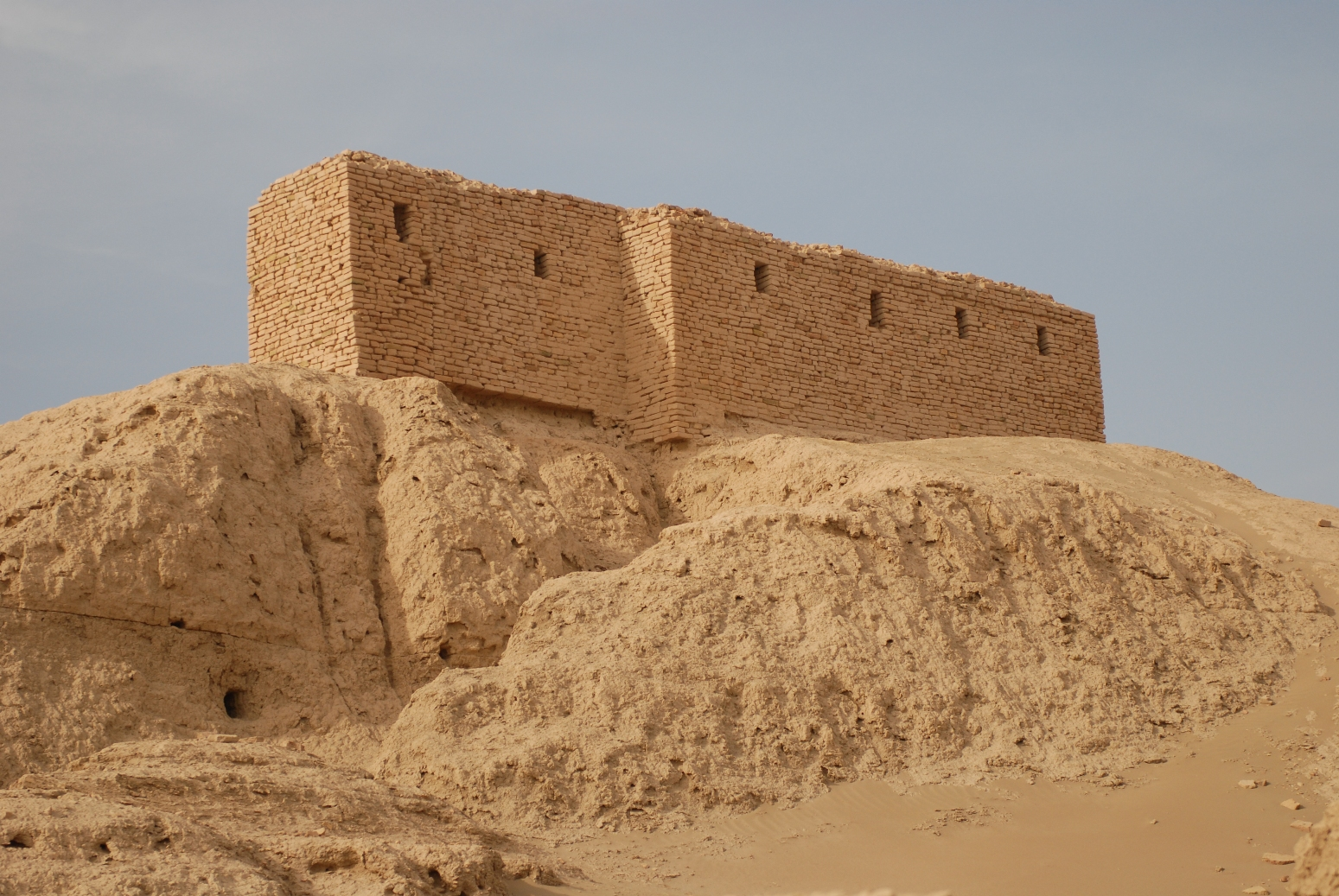
Ruinen eines Tempels aus dem antiken Nippur, der angeblich der Ort der Begegnung sumerischer Götter und der Ort war, an dem der Mensch erschaffen wurde.

Textquellen deuten darauf hin, dass offene Raumplanung von Anfang an ein Teil der Stadt war. Die Beschreibung von Uruk im Gilgamesch-Epos berichtet von einem Drittel dieser Stadt, das für Obstgärten reserviert war. Ähnlich geplante Freiflächen finden sich in der ein Fünftel umfassenden Umzäunung von Nippur. Ein weiteres wichtiges Landschaftselement war das unbebaute Grundstück (Akkadisch: kišubbû).
Außerhalb der Stadt schuf die sumerische Bewässerungswirtschaft einige der ersten Gartenformen in der Geschichte. Der Garten (sar) hatte eine Fläche von 144 Quadratell und war von einem Umflutkanal umgeben. Diese Form des umschlossenen Quadrats bildete die Grundlage für die späteren Paradiesgärten in Persien.
In Mesopotamien reicht die Verwendung von Springbrunnen bis ins 3. Jahrtausend v. Chr. zurück. Ein frühes Beispiel ist in einer geschnitzten babylonischen Schale aus der Zeit um 3000 v. Chr. erhalten, die in Girsu, Lagash, gefunden wurde. Ein antiker assyrischer Brunnen „entdeckt in der Schlucht des Flusses Comel, besteht aus in den Fels geschnittenen Becken, die in Stufen zum Fluss hinabführen.“ Das Wasser wurde durch kleine Leitungen geführt.